# Gert Prokop
Gert Prokop (11 de juny de 1932 en Richtenberg—1 de març de 1994 en Berlín, per suïcidi) fou un escriptor de ciència-ficció, literatura juvenil i novel·les policíaques.

## Biografia
Gert Prokop cresqué a Richtenberg. Romangué en el seu poble natal fins a 1950, quan es traslladà a Berlín. Estudià a l'Escola d'Arts Weißensee dos semestres, abans de trobar una ocupació com periodista en el Neuen Berliner Zeitung. De 1967 a 1970 treballà com documentador per a diverses pel·lícules. A partir de 1971 estigué treballant d'escriptor. L'1 de març de 1994 es llevà la vida.

## Obra
La novel·la juvenil detectivesca Detektiv Pinky, conta la història d'un jove detectiu orfe de nom Pinky (nom inspirat en l'Agència Nacional de Detectius Pinkerton), i fou un clàssic de la literatura juvenil de la RDA. Fou dut al cinema per Stefan Lukschy amb el títol Pinky und der Millionenmops.
Prokop escrigué relats de ciència-ficció (reunits en Wer stiehlt schon Unterschenkel? i Der Samenbankraub) que consistixen en una forma de crítica social,
Les aventures de Timothy Truckle, detectiu dels totpoderosos empresaris del règim totalitari d'uns supòsits Estats Units del futur, i al mateix temps agent dels moviments de resistència en l'ombra, són una distopia que relata els detalls de les institucions i el poder no disputat de les empreses.